# Manfred Baum (Tischtennisspieler)
Manfred Baum (* 18. Juli 1954) ist ein ehemaliger deutscher Tischtennis-Nationalspieler.

## Jugend
Baum begann seine Karriere beim Verein Post SV Bonn. Er wurde 1969 deutscher Jugendmeister im Mixed mit Brigitte Scharmacher sowie 1970 im Einzel, Doppel (mit Holger Schlomm) und Mixed (mit Monika Kneip). Im folgenden Jahr holte er erneut den Titel im Doppel mit Hanno Deutz. 1972 erreichte er mit Iris Sudmann im Mixed das Endspiel. Im Bundesranglistenturnier TOP12 der Jugend belegte er 1971 den zweiten Platz.
Bei der Jugendeuropameisterschaft 1971 in Ostende holte er im Mixed mit Elsa Toninger Silber.

## Erwachsene
1970 wechselte Baum vom Post SV Bonn zum Bundesligaverein Borussia Düsseldorf. Mit der Herrenmannschaft wurde er auf Anhieb 1970/71 Deutscher Meister. Dieser Titel wurde 1973/74 nochmals gewonnen. 1974 schloss er sich dem SSV Reutlingen 05 an, mit dessen Herrenteam er 1976 den DTTB-Pokal holte. Im europäischen Messepokal verlor die Mannschaft erst im Endspiel gegen Spartacus Budapest. 1977 wurde Reutlingen Deutscher Meister. In den folgenden Jahren spielte Baum für verschiedene Vereine:
| 1977/1978 | TTC Calw                                           |
| 1978/1979 | VfB Altena                                         |
| um 1982   | TTC Zugbrücke Grenzau                              |
| 1983/1984 | Spvg Steinhagen                                    |
| 1984–???? | TTC Zugbrücke Grenzau                              |
| ????–1988 | SSV Reutlingen 05                                  |
| 1988–1990 | TTC Vernich (Bezirksliga, Spielertrainer)          |
| 1990–2008 | ????                                               |
| 2008–2009 | SG/TSV DJK Herrieden (Bezirksliga, Spielertrainer) |
| 2009–2024 | TSV 1860 Ansbach (Bezirksliga, Spielertrainer)     |

Neben den Mannschaftswettbewerben kam Baum auch bei den nationalen deutschen Meisterschaften mehrmals in Medaillenränge. 1973 verlor er im Mixed mit Monika Kneip das Endspiel gegen das Ehepaar Schöler. 1975 wurde er im Doppel mit Peter Stellwag Zweiter hinter Leiß/Schmittinger. Im Einzel und im Mixed mit Jutta Trapp kam er bis ins Halbfinale. Nochmals Dritter wurde er 1977 im Doppel mit Peter Engel und 1978 im Mixed mit Elsa Kieckhöfer (geborene Toninger).
1973 wurde Baum für die Weltmeisterschaft nominiert, wo er mit der deutschen Mannschaft auf Platz 9 kam. Im folgenden Jahr nahm er an der Europameisterschaft teil. Insgesamt bestritt er fünf Länderspiele.

## Trivia
Manfred Baum ist nicht verwandt mit den Brüdern Björn Baum und Patrick Baum. Gecoacht wurde er von seinem Vater Otto (in den 1970er Jahren von seinem älteren Bruder Wolfgang).

## Turnierergebnisse
| Verband | Veranstaltung                         | Jahr | Ort      | Land | Einzel    | Doppel    | Mixed  | Team |
| ------- | ------------------------------------- | ---- | -------- | ---- | --------- | --------- | ------ | ---- |
| FRG     | Jugend-Europameisterschaft (Junioren) | 1971 | Ostende  | BEL  |           |           | Silber |      |
| FRG     | Weltmeisterschaft                     | 1973 | Sarajevo | YUG  | letzte 32 | letzte 64 | Qual   | 9    |